# Точинская
Точинская — река в Таймырском Долгано-Ненецком районе Красноярского края, левый приток Енисея.
Протяжённость реки 14 км. Исток находится в восточной оконечности озера Долгое, река делает несколько изгибов и впадает в излучину Енисея, в 2 км выше по течению от заброшенного посёлка Точино, на расстоянии 371 км от устья.
По данным государственного водного реестра России относится к Енисейскому бассейновому округу.